# Soul (album)
Soul je poslední studiové album české popové zpěvačky Marty Kubišové. Album vyšlo v říjnu roku 2016 v hudebním vydavatelství Supraphon. Jedná se o coververze anglických písní.

## Seznam skladeb
| Název                     | Původní název              | Autor hudby          | Autor čes. textu   | Délka |
| ------------------------- | -------------------------- | -------------------- | ------------------ | ----- |
| Čau, Good Bye             | Chain of Fools             | Donald Covay         | Marta Skarlandtová | 03:44 |
| A to mě trápí             | I Hope You Find It         | Stephen Paul Robson  | Václav Kopta       | 03:39 |
| Kdysi dávno               | From A Distance            | Julie Gold           | Marta Skarlandtová | 04:19 |
| Pár dnů                   | Song Bird                  | Anne Christine McVie | Václav Kopta       | 03:48 |
| Důvod mám                 | Walk On By                 | Burt Bacharach       | Pavel Vrba         | 03:01 |
| Přejdi ten práh           | Reach Out And Touch        | Nickolas Ashford     | Marta Skarlandtová | 03:13 |
| Málo je lásky             | People Get Ready           | Curtis Mayfield      | Marta Skarlandtová | 03:35 |
| Hlas nejtišší             | You Make Me Feel Brand New | Thomas Randolph Bell | Marta Skarlandtová | 04:26 |
| Jesse, pojď spát          | Jesse                      | Janis Ian            | Václav Kopta       | 03:44 |
| Protihráč                 | Ever Changing Times        | Randy Goodrum        | Marta Skarlandtová | 04:50 |
| Cesta tvá má být tvůj cíl | The Performance Of My Life | Neil Francis Tennant | Václav Kopta       | 03:29 |